# Alexander Russo
Alexander Russo, född 26 juli 1994, är en friidrottare från Brasilien. Han deltog vid olympiska sommarspelen 2016.